# 馬克12號 (核武器)
馬克12號是一款由美國設計和製造的輕量核武器，於1954年開始生產，於1962年退役。
與之前的內爆式核武器相比，馬克12號的尺寸和重量都明顯更小。馬克12號的總直徑僅為22英吋(56 cm)，相比之下，先前的馬克7號的直徑為30英吋(76 cm)，其內爆組件體積僅為馬克7號的40%。
曾經有計劃搭載在RIM-8飛彈的W-12(馬克12號)變種型號，但在投入使用之前就被取消了。

## 規格

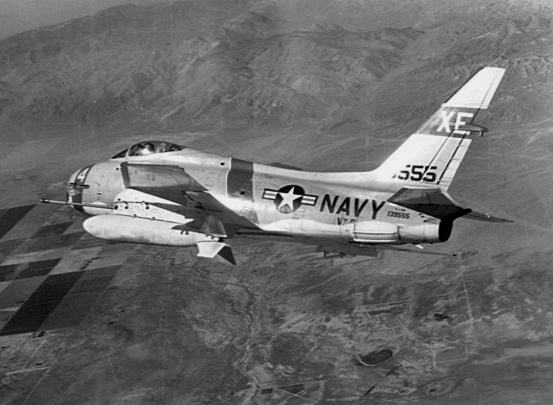
在中國湖上攜行馬克12號核武器的FJ-4狂怒戰鬥機(英語：North American FJ-4 Fury)。

一枚完整的馬克12號直徑為22英吋(56 cm)，長155英吋(3.94 m)，重1,100-1,200磅(500 - 540 kg)。爆炸當量為12-14千噸(50 - 59 TJ)。

## 特點
據推斷，馬克12號是在第一個內爆式組件中使用鈹為反射填塞物(英語: reflector-tamper)以提升其威力的核武器。據信它使用了球形內爆組件、懸浮彈芯等。

## 流行文化
儘管馬克12號已經在1962年停止使用，但它在湯姆·克蘭西1991年的著作《驚天核網》和2002年的同名電影中以虛構角色重新出現。

## 外部連結
- allbombs.html list at nuclearweaponarchive.org
- Historical nuclear bombs list at globalsecurity.org （页面存档备份，存于）